# Naess Glacier
Naess Glacier är en glaciär i Antarktis. Den ligger i Västantarktis. Argentina, Chile och Storbritannien gör anspråk på området. Naess Glacier ligger 282 meter över havet.
Terrängen runt Naess Glacier är kuperad österut, men västerut är den platt. Terrängen runt Naess Glacier sluttar brant västerut. Trakten är obefolkad. Det finns inga samhällen i närheten.